# 삼색털 고양이

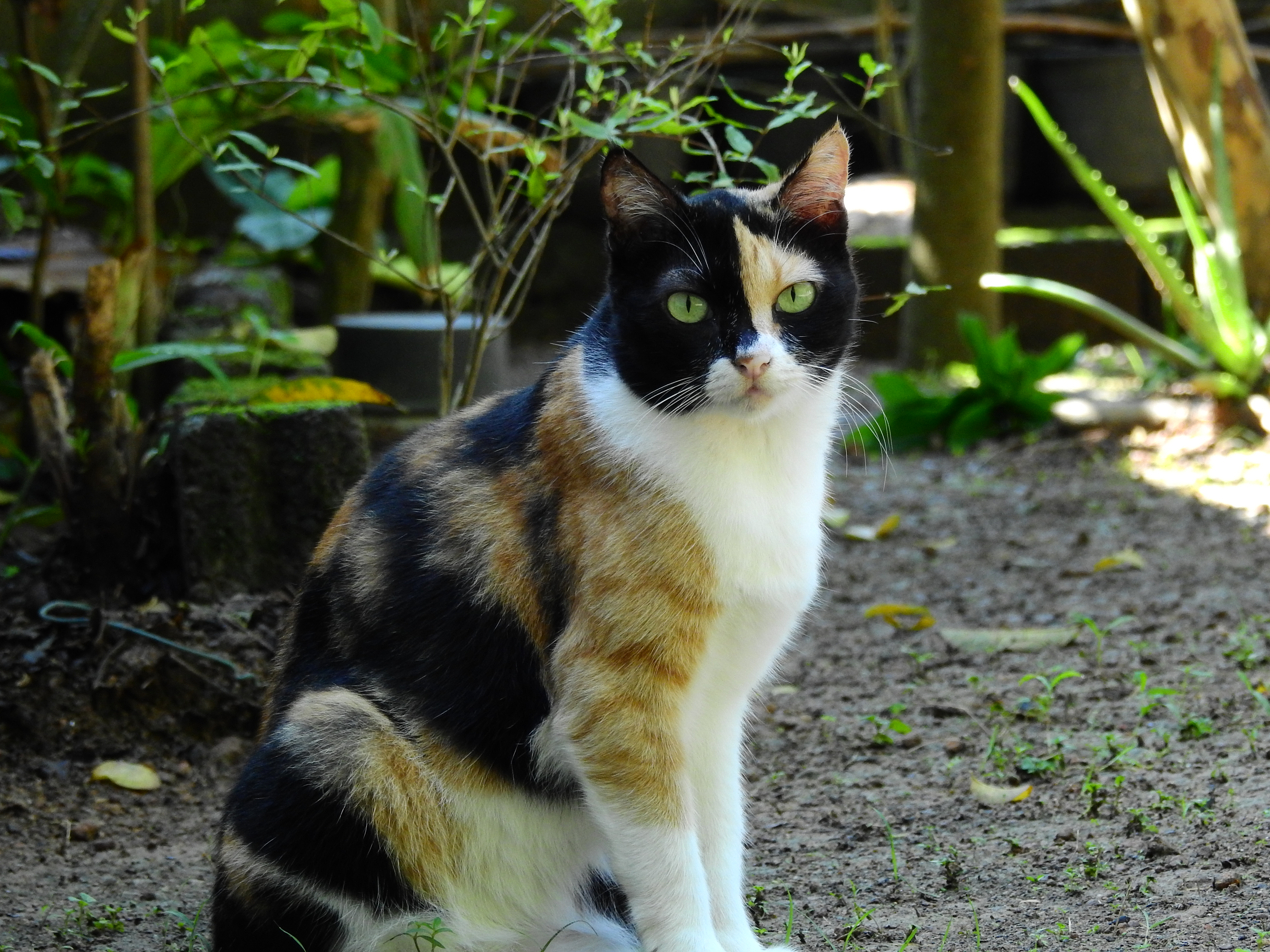
삼색털 고양이

삼색털 고양이(영어: calico cat)는 흰 색이 우세하면서 다른 색깔의 털 두 종류가 함께 나는 고양이이다. ‘삼색털’은 단일 품종이 아니라 모피 종류가 삼색인 고양이이다. 한국의 삼색털 고양이는 대부분 한국고양이이다.
삼색털이 나타나는 유전자는 X 염색체 상에 있기 때문에 삼색털 고양이는 거의 모두 암컷이고, 매우 드물게 수컷이 태어나도 무조건 불임이다.

## 색상
흰색이 주된 색을 이루고 갈색, 노란색, 검은색 등의 색 중 두 개가 추가적으로 있다.

## 같이 보기
- 두색털 고양이
- 고양이 털 유전학
- 범무늬 고양이
- 얼룩 고양이